# Paolo Martella
Paolo Martella (Milano, 2 ottobre 1966) è un cantante italiano.

## Biografia
Il suo percorso musicale inizia come batterista, portandolo a suonare per 13 anni in vari gruppi milanesi, ma la sua carriera a livello nazionale inizia dopo il ritorno da un viaggio di un anno e mezzo negli Stati Uniti con la formazione del gruppo musicale Quartiere Latino di cui è cantante e autore dei testi.
La band con Paolo alla voce pubblica due album, Prima di subito (1993) e Dove non si tocca (1995).
Nel 1997, con la produzione artistica di Michele Violante, inizia la sua carriera da solista. 
Il primo album Dove mi hai portato? viene trainato dal buon riscontro radiofonico dei singoli Onde radio amiche e L'angelo. 
Nel 1999 pubblica il secondo, e ad oggi ultimo, album solista, Più simile a me. Sempre nello stesso anno scrive il testo di Solo un sole, brano di Camilla, contenuto nell'album Nuova dimora.
Successivamente nel 2001 fonda il gruppo JennyPiccalo (Eugenio Caserini chitarra, Michele Caserini batteria e Moreno Santagostino basso) con cui pubblica diversi singoli (Meglio di così, Mi piace!, Sul mio furgone, Giura!, ......)   preferendo però l'attività live.
Nel 2014 riprende l'attività live come solista, sempre sotto la guida di Michele Violante, proponendo nuovi inediti (Un chiodo, Fiori sulla pelle, Lunedì sera,.....) ed una nuova band: Miles Santoro alla batteria, Moreno Santagostino al basso, Luca Ballabio alla chitarra e Francesco Gaballo alla chitarra.